# Ioánnis Pagoménos

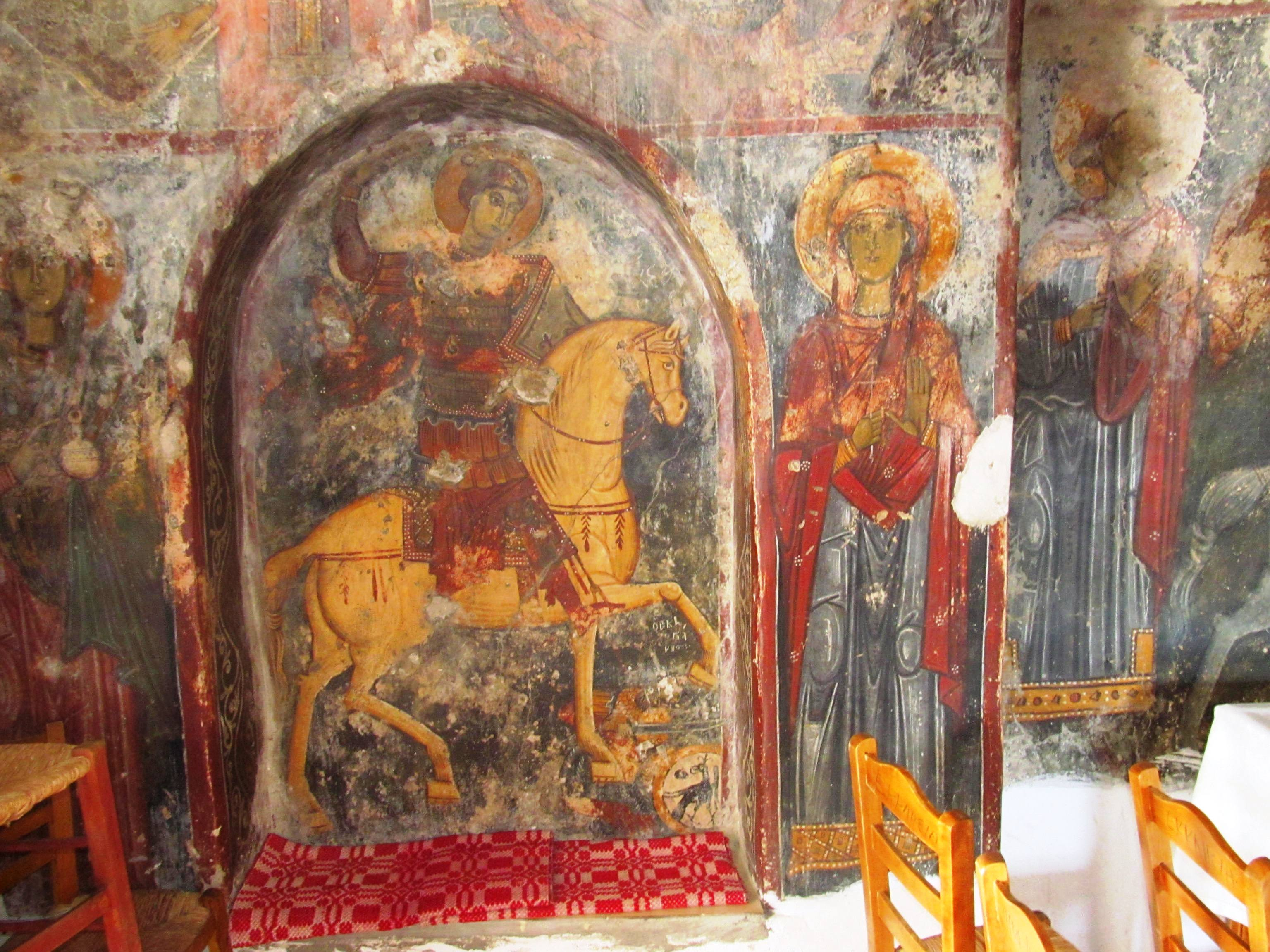
Fresque représentant saint Georges, à Ánydri

Ioánnis Pagoménos (grec moderne : Ιωάννης Παγωμένος) est un peintre de fresques grec de la première moitié du XIVe siècle, actif en Crète.

## Œuvres
Certaines œuvres sont signées ; d'autres lui ont seulement été attribuées par des historiens de l'art, attributions parfois contestées par d'autres.
- Fresques de l'église Ágios Giorgios à Komitádes, Sfakiá.
- Fresques de la chapelle Ágios Giorgios au-dessus d'Ánydri (Άνυδροι), près de Paleóchora (1323).
- Fresques de l'église de la Vierge à Beïlítika, Kakodíki, au nord de Paleóchora (1331-1332).
- Fresques de l'église de l'Archange Michel à Kavalarianá, Kándanos (attribution).
- Fresques de la chapelle de saint Jean le Théologien à Élos (attribution).